# 敖包吐泡
敖包吐泡是一个位于中国吉林省长春市的微咸水湖，面积约为6.96平方千米，属于东北平原。它的一级流域为黑龙江流域，二级流域为松花江水系。